# 近似仿刺鎧蝦
近似仿刺鎧蝦（学名：Munidopsis analoga）为鎧甲蝦科仿刺鎧蝦屬下的一个种。